# ローヌ川の星月夜

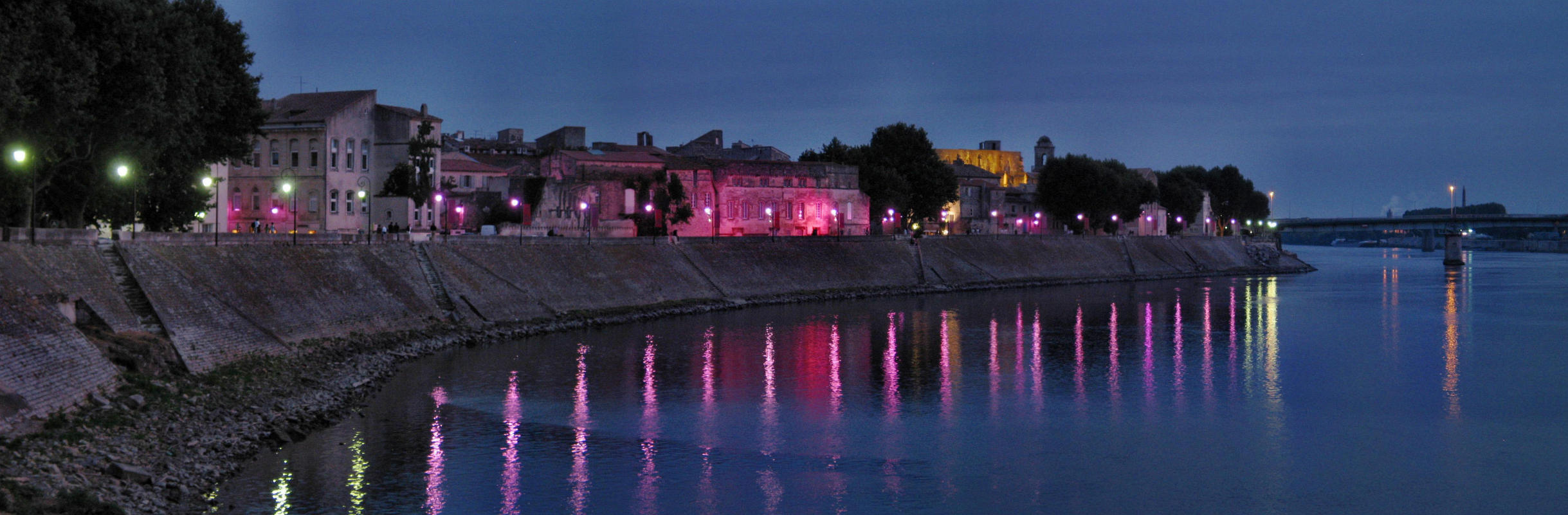
2008年のほぼ同じ場所の風景（付近）

『ローヌ川の星月夜』（ローヌがわのほしづきよ、フランス語:La Nuit étoilée、英語:Starry Night Over the Rhône）、または単に『星月夜』（ほしづきよ）とは、ローヌ川とその河畔の様子を描いたフィンセント・ファン・ゴッホの風景画である。南フランスのアルルに滞在中のゴッホによって星月夜が描かれる前年の1888年9月に描かれた。
彼はまずフォルム広場のカフェテラスから夜空の一角を描き、その次にローヌ川の眺めを別の場所から描いた。このように、別々の方角の夜空と地上を一つにまとめて描いているために、ローヌ川東岸の本作が描かれた地点から見える構図とは異なる形で北斗七星が描かれている。
夜闇を舞台にプルシアンブルー、ウルトラマリン、コバルトブルーなどの濃いブルーがキャンバスを覆い、向こう岸のガス灯は濃いオレンジ色に輝いてそのなんとも好対照な色の長く明るい影を水面に差している。星々は宝石のようにきらめいて、寄り添って歩くカップルが描かれており穏やかな雰囲気にまとまっている。

## 背景

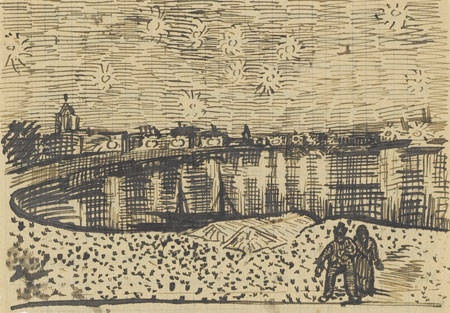
ボック宛ての手紙に同封されていたスケッチ

本作の制作に臨む前、ゴッホは「夜の表現」に興味を抱いており、複数の手紙の中で、彼は弟や友人に対して星空を描きたい旨について語っていた。例えば1888年9月2日付けでウジェーヌ・ボックに送った手紙には本作品の制作スケッチが同封されていた。
また1888年9月16日付けで妹のヴィルに宛てた手紙には以下のように星空への思いが綴られている。

« Je veux maintenant absolument peindre un ciel étoilé. Souvent il me semble que la nuit est encore plus richement colorée que le jour, coloré des violets, des bleus et des verts les plus intenses. Lorsque tu y feras attention tu verras que de certaines étoiles sont citronnées, d'autres ont des feux roses, verts, bleus, myosotis. Et sans insister davantage il est évident que pour peindre un ciel étoilé il ne suffise point du tout de mettre des points blancs sur du noir bleu. »
「僕は今、何としても星空を描きたいと思っています。夜は昼よりもさらに色彩豊かで、最も濃い紫、青、緑に彩られているように、僕にはよく見えるのです。注意深く見てみれば、檸檬色の星もあれば、ピンク、緑、青、勿忘草色に光る星もあることがわかります。そして、これ以上強調するまでもないことですが、星空を描くには青黒の上に白い点を置くだけではまるで不十分なことは明らかです。」